# 海氏小鯷
海氏小鯷（学名：Anchoa helleri）為輻鰭魚綱鲱形目鳀科的其中一種，分布於西大西洋區，包括墨西哥灣、加勒比海、委內瑞拉、巴西等海域，棲息深度可達50公尺，本魚體延長，吻長度約等於眼徑，體側具一條銀色條紋，臀鰭軟條17-21條，體長可達8.5公分，喜群游，棲息在沿海，以浮游生物為食。

## 擴展閱讀
維基物種上的相關：海氏小鯷